# Copa de la UEFA 1992-1993
La Copa de la UEFA 1992–93 fou guanyada per la Juventus FC, que derrotà el Borussia Dortmund a la final a doble partit, per un resultat agregat de 6-1.

## Primera ronda
| Equip 1                   | Global | Equip 2                    | Anada | Tornada |
| ------------------------- | ------ | -------------------------- | ----- | ------- |
| 1. FC Köln                | 2-3    | Celtic FC                  | 2-0   | 0-3     |
| Dynamo Moscou             | 5-3    | Rosenborg B.K.             | 5-1   | 0-2     |
| Electroputere Craiova     | 0-10   | Panathinaikos              | 0-6   | 0-4     |
| FC Dinamo de Kíev         | (c)3-3 | SK Rapid Wien              | 1-0   | 2-3     |
| FC Copenhagen             | 10-1   | Mikkelin Palloilijat       | 5-0   | 5-1     |
| FC Wacker Innsbruck       | 1-5    | AS Roma                    | 1-4   | 0-1     |
| FCU Politehnica Timişoara | 1-5    | Reial Madrid               | 1-1   | 0-4     |
| Fenerbahçe SK             | 5-3    | PFC Botev Plovdiv          | 3-1   | 2-2     |
| Floriana Football Club    | 2-8    | Borussia Dortmund          | 0-1   | 2-7     |
| GKS Katowice              | 1-2    | Galatasaray SK             | 0-0   | 1-2     |
| Grasshopper-Club Zürich   | 4-3    | Sporting Clube de Portugal | 1-2   | 3-1(pr) |
| Hibernian FC              | 3-3(c) | R.S.C. Anderlecht          | 2-2   | 1-1     |
| IFK Norrköping            | 1-3    | Torino FC                  | 1-0   | 0-3     |
| Juventus FC               | 10-1   | Anorthosis Famagusta FC    | 6-1   | 4-0     |
| Fram Reykjavik            | 0-7    | 1. FC Kaiserslautern       | 0-3   | 0-4     |
| Manchester United FC      | 0-0(p) | FC Torpedo Moscou          | 0-0   | 0-0     |
| Neuchâtel Xamax           | 3-6    | BK Frem                    | 2-2   | 1-4     |
| Paris Saint-Germain       | 5-0    | PAOK FC                    | 2-0   | 3-0     |
| PFC Lokomotiv Plovdiv     | 3-9    | AJ Auxerre                 | 2-2   | 1-7     |
| Casino Salzburg           | 1-6    | Ajax Amsterdam             | 0-3   | 1-3     |
| Sheffield Wednesday FC    | 10-2   | CA Spora Luxemburg         | 8-1   | 2-1     |
| SK Sigma Olomouc          | 3-1    | FC Universitatea Craiova   | 1-0   | 2-1     |
| SK Slavia Praha           | 3-4    | Heart of Midlothian FC     | 1-0   | 2-4     |
| SL Benfica                | 8-0    | Belvedur Izola             | 3-0   | 5-0     |
| SM Caen                   | 3-4    | Real Zaragoza              | 3-2   | 0-2     |
| Standard Liège            | 5-0    | Portadown FC               | 5-0   | 0-0     |
| Vác FC-Samsung            | 2-1    | FC Groningen               | 1-0   | 1-1     |
| València CF               | 1-6    | SSC Napoli                 | 1-5   | 0-1     |
| Vitesse Arnhem            | 5-1    | Derry City FC              | 3-0   | 2-1     |
| Vitória SC                | 3-2    | Reial Societat             | 3-0   | 0-2     |
| Widzew Łódź               | 2-11   | Eintracht Frankfurt        | 2-2   | 0-9     |
| Y.R. K.V. Mechelen        | 2-1    | Örebro SK                  | 2-1   | 0-0     |

## Segona ronda
| Equip 1                | Global | Equip 2                 | Anada | Tornada |
| ---------------------- | ------ | ----------------------- | ----- | ------- |
| 1. FC Kaiserslautern   | 5-3    | Sheffield Wednesday FC  | 3-1   | 2-2     |
| AS Roma                | 6-4    | Grasshopper-Club Zürich | 3-0   | 3-4     |
| AJ Auxerre             | 7-0    | FC Copenhagen           | 5-0   | 2-0     |
| BK Frem                | 1-6    | Real Zaragoza           | 0-1   | 1-5     |
| Borussia Dortmund      | 3-1    | Celtic FC               | 1-0   | 2-1     |
| Eintracht Frankfurt    | 0-1    | Galatasaray SK          | 0-0   | 0-1     |
| Fenerbahçe SK          | 2-7    | SK Sigma Olomouc        | 1-0   | 1-7     |
| Heart of Midlothian FC | 0-2    | Standard Liège          | 0-1   | 0-1     |
| SSC Napoli             | 0-2    | Paris Saint-Germain     | 0-2   | 0-0     |
| Panathinaikos          | 0-1    | Juventus FC             | 0-1   | 0-0     |
| R.S.C. Anderlecht      | 7-2    | FC Dinamo de Kíev       | 4-2   | 3-0     |
| Reial Madrid           | 7-5    | FC Torpedo Moscou       | 5-2   | 2-3     |
| SL Benfica             | 6-1    | Vác FC-Samsung          | 5-1   | 1-0     |
| Torino FC              | 1-2    | Dynamo Moscou           | 1-2   | 0-0     |
| Vitesse Arnhem         | 2-0    | Y.R. K.V. Mechelen      | 1-0   | 1-0     |
| Vitória SC             | 1-5    | Ajax Amsterdam          | 0-3   | 1-2     |

## Tercera ronda
| Equip 1             | Global | Equip 2              | Anada | Tornada |
| ------------------- | ------ | -------------------- | ----- | ------- |
| AS Roma             | 5-4    | Galatasaray SK       | 3-1   | 2-3     |
| Ajax Amsterdam      | 3-0    | 1. FC Kaiserslautern | 2-0   | 1-0     |
| Borussia Dortmund   | 4-3    | Real Zaragoza        | 3-1   | 1-2     |
| Dynamo Moscou       | 2-4    | SL Benfica           | 2-2   | 0-2     |
| Paris Saint-Germain | (c)1-1 | R.S.C. Anderlecht    | 0-0   | 1-1     |
| SK Sigma Olomouc    | 1-7    | Juventus FC          | 1-2   | 0-5     |
| Standard Liège      | 3-4    | AJ Auxerre           | 2-2   | 1-2     |
| Vitesse Arnhem      | 0-2    | Reial Madrid         | 0-1   | 0-1     |

## Quarts de final
| Equip 1      | Global | Equip 2             | Anada | Tornada |
| ------------ | ------ | ------------------- | ----- | ------- |
| AS Roma      | 1-2    | Borussia Dortmund   | 1-0   | 0-2     |
| AJ Auxerre   | 4-3    | Ajax Amsterdam      | 4-2   | 0-1     |
| Reial Madrid | 4-5    | Paris Saint-Germain | 3-1   | 1-4     |
| SL Benfica   | 2-4    | Juventus FC         | 2-1   | 0-3     |

## Semifinals
| Equip 1           | Global | Equip 2             | Anada | Tornada |
| ----------------- | ------ | ------------------- | ----- | ------- |
| Borussia Dortmund | (p)2-2 | AJ Auxerre          | 2-0   | 0-2     |
| Juventus FC       | 3-1    | Paris Saint-Germain | 2-1   | 1-0     |

## Final
| Equip 1           | Global | Equip 2     | Anada | Tornada |
| ----------------- | ------ | ----------- | ----- | ------- |
| Borussia Dortmund | 1-6    | Juventus FC | 1-3   | 0-3     |

### Anada
| Borussia Dortmund | 1–3 | Juventus                         |
| ----------------- | --- | -------------------------------- |
| Rummenigge 2'     |     | D. Baggio 26' R. Baggio 31', 74' |

 Westfalenstadion, Dortmund

Espectadors: 37.000

Àrbitre: Puhl (HON)        

### Tornada
| Juventus                     | 3–0 | Borussia Dortmund |
| ---------------------------- | --- | ----------------- |
| D. Baggio 5', 43' Möller 65' |     |                   |

 Stadio Delle Alpi, Torí

Espectadors: 62.781

Àrbitre: Blankenstein (NED)        
| Campió de la Copa de la UEFA 1992-93 |
| ------------------------------------ |
| Juventus FC Tercer títol             |